# 蔺市街道
蔺市街道，是中华人民共和国重庆市涪陵区下辖的一个乡镇级行政单位。原为蔺市镇，2021年7月7日撤镇设街道。

## 行政区划
蔺市街道下辖以下地区：
龙门桥社区、川祖庙社区、红旗社区、大桥社区、梨香社区、金竹社区、凤阳社区、双井村、桃园村、万松村、铜鼓村、飞水村、松荫村、五四村、清水塘村、新桥村、连二村、泡桐村、白玉村、长冲村、五尧村、四坪村、龙泉村和青龙村。